# Ganguvarpatti
Ganguvarpatti là một thị xã panchayat của quận Theni thuộc bang Tamil Nadu, Ấn Độ.

## Nhân khẩu
Theo điều tra dân số năm 2001 của Ấn Độ, Ganguvarpatti có dân số 10.569 người. Phái nam chiếm 51% tổng số dân và phái nữ chiếm 49%. Ganguvarpatti có tỷ lệ 57% biết đọc biết viết, thấp hơn tỷ lệ trung bình toàn quốc là 59,5%: tỷ lệ cho phái nam là 67%, và tỷ lệ cho phái nữ là 47%. Tại Ganguvarpatti, 13% dân số nhỏ hơn 6 tuổi.